# Nick Clark
Pour les articles homonymes, voir Nicholas Clark (homonymie), Nick Clark (homonymie) et Clark.
Nicholas Clark dit Nick Clark est un des personnages principaux de la série télévisée Fear the Walking Dead. Il est interprété par Frank Dillane et doublé en version française par Romain Altché.

## Biographie fictive

### Saison 1

#### Épisode 1: Pilote
L’épisode 1 de la saison 1 de Fear The Walking Dead démarre sur la fuite d’une église de Nick face à sa petite amie Gloria qui dévorait un cadavre. Il se fera percuter par un véhicule circulant sur la chaussée et finira à l’hôpital.
Il finira par s’échapper de l’hôpital et retrouvera Calvin, son fournisseur de drogue qui tentera de tuer Nick mais qui finira par recevoir une balle. 
Nick attends Travis et Madison, et lorsqu’ils iront voir le cadavre de Calvin, ce dernier ne sera plus là et sera derrière eux. Nick finira par percuter à deux reprises le zombie. 

### Saison 3
Nick vit avec sa famille et Luciana au ranch de la famille Otto.

### Saison 4
De nombreux mois s'écoulent depuis l'explosion du barrage en fin de saison 3. Madison, Alicia, Nick et Victor se réunissent et forment une nouvelle communauté, basée dans un stade de baseball. Au fil du temps, de plus en plus de survivants rejoignent les protagonistes, dont une jeune fille nommée Charlie.
Alors que les récoltes de la communauté sont de plus en plus mauvaises, un groupe se faisant appelé les Vautours s'installent près du stade. Leur objectif est clair : attendre que les ressources du groupe de Madison s'amenuisent pour pouvoir prendre le contrôle du stade. Charlie se révèle être un espion à la solde de Melvin, le  chef des Vautours, et de son frère, Ennis. 
Plus tard, le stade est attaqué par une horde de Rôdeurs. Madison se sacrifie pour que ses enfants ainsi que Victor puissent s'enfuir.
Le premier épisode de cette saison se déroule après cet évènement. Alicia, Nick, Victor et Luciana attaquent le camion d'Althea, abritant aussi Morgan Jones et John Dorie. Malgré la situation, le groupe de Nick est contraint de s'allier avec le groupe d'Althea, dans le but de recueillir des informations concernant les Vautours. 
Quelques heures plus tard, Nick rencontre Ennis, en partie responsable de la destruction du stade. Malgré les demandes de Morgan, Nick décide de s'attaquer à son ennemi, et le tue brutalement. Après un flashback, Charlie tire dans l'estomac de Nick, qui agonise et meurt, laissant sa sœur, Victor et Luciana sans solutions.